# Ründsel
Ründsel war ein kleines preußisches Getreidemaß. Das Maß war in der Größe eines Viertels und konnte schwanken, da das Malter von der Getreidesorte abhängig war. Allgemein wurde das Maß gestrichen gemessen.
In der Maßkette vom Malter abwärts galt
- 1 Malter = 6 Fass = 24 Kopf = 96 Ründsel
- 1 Ründsel = 1,54446 Liter